# أغنية العلم الألزاسي

## أغنية العلم الألزاسي
الفهننليد حرفيا هي «أغنية العلم» باللغة الألزاسية القربية جدا من اللغة الألمانية، هذا النشيد كتبه إميل فويرت سنة 1911 ثم أصبح في نفس السنة النشيد الرسمي للألزاس.
يجب عدم الخلط بين الفهننليد الهتليري.

رمز الألزاس واللورين

الكلمات 

## وصلات خارجية
- http://www.deutsche-schutzgebiete.de/reichsland_elsass-lothringen.htm
- موقع أحمر وأبيض
- Elsass-Lothringen video